# Stazione di Vituso
La stazione di Vituso era una stazione intermedia della linea Catania–Caltagirone–Gela, sita nel territorio comunale di Niscemi.
Nei primi anni cinquanta venne approntato uno studio per riprendere i lavori della linea ferroviaria Caltagirone–Gela, che erano stati sospesi prima della seconda guerra mondiale. Aggiornando il progetto precedente venne realizzata una stazione ampia e moderna munita di larghe banchine, pensiline e sottopassaggi. Il fabbricato a due piani con doppio alloggio per il personale aveva un atrio con biglietteria e deposito bagagli, sale d'aspetto, uffici movimento e lavori e servizi vari. I lavori a cura del Ministero dei lavori pubblici iniziarono nell'aprile 1952 e vennero portati avanti con lentezza estrema tanto che l'apertura avvenne solo nel novembre 1979. Tuttavia si era trattato di un'opera inutile, una vera e propria cattedrale nel deserto visto che a Vituso c'è solo aperta campagna.
La stazione fu sempre impresenziata ed esercita in regime di telecomando DCO; essendo impresenziata fu spesso soggetta ad atti di vandalismo.
Il 7 agosto 2005 furono soppressi i binari di incrocio e il 19 marzo 2006 venne infine soppressa anche la stazione.